# هشان
هشان روستایی از توابع شهرستان طالقان در استان البرز ایران است.

## جمعیت
این روستا در بخش بالاطالقان قرار دارد و براساس سرشماری مرکز آمار ایران در سال ۱۳۸۵، جمعیت آن ۱۲۷ نفر (۴۰خانوار) بوده‌است.

## زبان
زبان مردم هشان تاتی است.